# Беретинские
Беретинские — в старину писались двояким образом: Беретинские и Берещинские.
Происхождение их неизвестно. Василий Беретинский был послом в Казани в 1534 году и Крыму в 1536 году. Гордей Беретинский был послом в Казани в 1538 году. Михаил Иванович Беретинский упоминается в казанском походе 1544 года. В 1699 году двое Беретинских владели населенными имениями.